# Mosquer ocraci
El mosquer ocraci (Mionectes oleagineus) és un ocell de la família dels tirànids (Tyrannidae).

## Hàbitat i distribució
Habita la selva pluvial, clars, bosc obert i arbusts de les terres baixes des de Mèxic a Puebla, centre de Veracruz, nord d'Oaxaca i la Península de Yucatán, incloent l'illa de las Mujeres, cap al sud, a la llarga d'ambdues vessants fins Panamà, incloent les illes Coiba, Cébaco i Pearl, i des de Colòmbia, Veneçuela, Trinitat, Tobago i Guaiana, cap al sud, per l'oest dels Andes, fins al nord-oest del Perú i, a través de l'est de l'Equador i est del Perú fins al nord i l'est de Bolívia i Brasil amazònic i sud-oriental.